# Shotgun Wedding
Pour plus de détails, voir Fiche technique et Distribution.
Shotgun Wedding ou Mariage en otage au Québec est un film américain réalisé par Jason Moore et sorti en 2022.
Le film est diffusé au cinéma dans certains pays fin 2022 avant d'être diffusé à plus grande échelle dans le monde sur Prime Video en janvier 2023.

## Synopsis
Tom Fowler (Josh Duhamel) et Darcy Rivera (Jennifer Lopez) vont se marier. Ils réunissent leurs deux familles pour célébrer leur mariage sur une île privée aux Philippines. Alors que le couple se dispute, ils sont pris en otage par des pirates qui exigent 45 millions de dollars à Robert (Cheech Marin), riche père de Darcy. Ce dernier refuse de payer jusqu'à ce qu'il soit assuré que Darcy est en vie. Darcy et Tom parviennent à échapper à leurs ravisseurs en tuant l'un des pirates. Alors qu'ils tentent d'échapper à la reconquête, Darcy et Tom expriment leurs doutes respectifs sur le mariage.

## Fiche technique
Sauf indication contraire, les informations mentionnées dans cette section peuvent être confirmées par la base de données cinématographiques IMDb,  présente dans la section « Liens externes ».
- Titre original et français : Shotgun Wedding
- Titre québécois : Mariage en otage
- Réalisation : Jason Moore
- Scénario : Mark Hammer
- Musique : Pınar Toprak
- Direction artistique : Elvis Mariñez
- Décors : Page Buckner
- Costumes : Mitchell Travers
- Photographie : Peter Deming
- Montage : Doc Crotzer
- Production : Elaine Goldsmith-Thomas, David Hoberman, Todd Lieberman, Jennifer Lopez, Benny Medina et Alexander Young

Producteurs délégués : George Dewey, Ryan Reynolds et Bergen Swanson
- Sociétés de production : Mandeville Films, Nuyorican Productions, Maximum Effort et Lionsgate
- Société de distribution : Amazon Studios
- Pays de production :  États-Unis
- Langue originale : anglais
- Format : couleur
- Genre : comédie romantique, action
- Durée : 100 minutes
- Dates de sortie[2] :
  - Singapour : 28 décembre 2022
  - Monde : 27 janvier 2023 (sur Prime Video)
- Classification[3] :
  - États-Unis : R

## Distribution
- Jennifer Lopez (VF : Déborah Perret ; VQ : Hélène Mondoux) : Darcy Rivera
- Josh Duhamel (VF : Alexis Victor ; VQ : Patrice Dubois) : Tom Fowler, futur mari de Darcy
- Jennifer Coolidge (VF : Carole Franck ; VQ : Marie-Andrée Corneille) : Carol Fowler, mère de Tom, agent immobilière
- Sônia Braga (VF : Anne Plumet ; VQ : Élise Bertrand) : Renata Ortiz, mère de Darcy
- Cheech Marin (VF : Marc Perez ; VQ : Manuel Tadros) : Robert « Rob » Rivera, père de Darcy
- D'Arcy Carden (VF : Armelle Gallaud ; VQ : Marie Bernier) : Harriet, jeune compagne de Robert
- Lenny Kravitz (VF : Raphaël Cohen ; VQ : Iannicko N'Doua-Légaré) : Sean Hawkins, ex-fiancé de Darcy
- Callie Hernandez (VF : Adeline Chetail ; VQ : Kim Jalabert) : Jamie Rivera, sœur et témoin de Darcy
- Desmin Borges (en) (VF : Antoine Schoumsky ; VQ : Kevin Houle) : Ricky, ami et témoin de Tom
- Melissa Hunter (VF : Kelly Marot) : Jeannie, sœur de Tom
- Steve Coulter (VF : Yann Guillemot) : Larry Fowler, père de Tom et de Jeannie, mari de Carol
- Alberto Isaac (VF : Bruno Magne) : Ace
- Selena Tan (en) (VF : Ethel Houbiers) : Margy
- Alex Mallari Jr. : pirate au masque tête de chien
- Tharoth Sam : pirate au masque tête de rat

 Source et légende : version française (VF) sur RS Doublage et version québécoise (VQ) d'après le carton de doublage de fin.

## Production

### Genèse et développement
Le film est annoncé en janvier 2019, avec Ryan Reynolds dans le rôle principal avec Jason Moore à la réalisation, d'après un scénario de Mark Hammer. Todd Lieberman et David Hoberman produisent le film via leur société Mandeville Films ainsi qu'avec la société de Ryan Reynolds, Maximum Effort. En octobre 2020, Jennifer Lopez, Elaine Goldsmith-Thomas et Benny Medina (en) rejoignent la production avec la société Nuyorican Productions (en).

### Attribution des rôles
En octobre 2020, Jennifer Lopez est annoncée dans le rôle féminin principal. Armie Hammer remplace finalement Ryan Reynolds, qui reste lié comme producteur délégué, pour le rôle masculin principal. Arnie Hammer quitte finalement le projet en janvier 2021 en raison de diverses accusations. Peu après, il est annoncé que Josh Duhamel est en négociations pour le remplacer. Sa participation est confirmée le mois suivant. Sônia Braga et Jennifer Coolidge rejoignent également la distribution.
En février 2021, Lenny Kravitz, Cheech Marin, D'Arcy Carden, Selena Tan (en), Desmin Borges (en) ou encore Alex Mallari Jr. sont confirmés. En mai 2021, Callie Hernandez et Steve Coulter viennent compléter la distribution.

### Tournage
Le tournage devait initialement débuter à l'été 2019. Il débute finalement en février 2021 et se déroule principalement à Boston et en République dominicaine,. Jennifer Lopez annonce sur Instagram que les prises de vues se sont achevées le 22 avril 2021.

## Musique
- Walk Like an Egyptian (générique de fin).

## Accueil

### Sortie
Le film devait initialement sortir dans les cinémas américains, distribué par Lionsgate, le 29 juin 2022. En mars 2022, Amazon Studios acquiert finalement les droits pour le diffuser sur sa plateforme Prime Video et annonce une date pour janvier 2023. Lionsgate conserve les droits de distribution pour les salles à l'international. Le film est diffusé au cinéma dans certains pays (Égypte, Singapour, Israël, Émirats arabes unis, ...) en décembre 2022 avant d'être diffusé dans le monde entier sur Prime Video dès le 27 janvier 2023.

### Critique
Le film reçoit des critiques mitigées dans la presse. Sur l'agrégateur de critiques Rotten Tomatoes, il obtient 45% d'avis favorables pour 84 critiques et une note moyenne de 5,3⁄10. Le consensus suivant résume les critiques compilées par le site : « Shotgun Wedding n'est peut-être que l'invitation à l'évasion que les fans de romcom et les fans de JLo recherchent – mais la plupart des autres téléspectateurs peuvent “RSVP” en toute sécurité non sans regrets ». Sur Metacritic, il obtient une note moyenne de 46⁄100 pour 27 critiques.
Sur le site AlloCiné, qui recense 5 critiques de presse, le film obtient la note moyenne de 2,4⁄5
.